# Festival international du film fantastique de Catalogne 2017
Le Festival international du film fantastique de Catalogne 2017, 50e édition du festival, s'est déroulé du 5 au 15 octobre 2017.

## Déroulement et faits marquants
Le 14 octobre 2017, le palmarès est dévoilé. Le film La Lune de Jupiter de Kornél Mundruczó remporte le Grand Prix. Le Prix du meilleur réalisateur est remis à  Coralie Fargeat pour Revenge. Marsha Timothy remporte le prix d'interprétation féminine pour Marlina the Murderer in Four Acts et le prix d'interprétation masculine est remporté par Rafe Spall dans Le Rituel. Thelma remporte le Prix spécial du jury  et le Prix du meilleur scénario.

## Jury
- Gary Sherman
- David J. Skal, écrivain
- Hattie Yu
- Nick Antosca (en)
- Alberto Marini, réalisateur, scénariste, producteur

## Sélection

### En compétition internationale
- 78/52 de Alexandre O. Philippe  États-Unis
- A Ghost Story de David Lowery  États-Unis
- Les Bonnes Manières (As Boas Maneiras) de Marco Dutra et Juliana Rojas  Brésil
- Avant que nous disparaissions de Kiyoshi Kurosawa  Japon
- Black Hollow Cage de Sadrac González  Espagne
- Blade of the Immortal de Takashi Miike  Japon
- Section 99 (Brawl in Cell Block 99) de S. Craig Zahler  États-Unis
- Brimstone de Martin Koolhoven  Pays-Bas
- Bushwick de Jonathan Milott et Cary Murnion  États-Unis
- Caniba de Verena Paravel et Lucien Castaing-Taylor  France
- Dhogs de Andrés Goteira  Espagne
- El Habitante de Guillermo Amoedo  Mexique
- Errementari: El herrero y el diablo de Paul Urkijo Alijo  Espagne  France
- Have a Nice Day de Liu Jian  Chine
- La Lune de Jupiter de Kornél Mundruczó  Hongrie
- Laissez bronzer les cadavres de Hélène Cattet et Bruno Forzani  France
- Les Affamés de Robin Aubert  Canada
- Marlina the Murderer in Four Acts de Mouly Surya  Indonésie
- Matar a Dios de Pintó & Caye  Espagne
- Mayhem de Joe Lynch  Serbie
- Mom and Dad de Brian Taylor  États-Unis
- My Friend Dahmer de Marc Meyers  États-Unis
- Revenge de Coralie Fargeat  France
- Saliout 7 de Klim Chipenko  Russie
- Science Fiction Volume One: The Osiris Child de Shane Abbess  Australie
- Survival Family de Shinobu Yaguchi  Japon
- Sword Master de Derek Yee  Hong Kong  Chine
- The Endless de Justin Benson et Aaron Moorhead  États-Unis
- Mise à mort du cerf sacré de Yorgos Lanthimos  Royaume-Uni
- The Maus de Yayo Herrero  Espagne
- Le Rituel de David Bruckner  États-Unis
- The Villainess de Jeong Byeong-gil  Corée du Sud
- Thelma de Joachim Trier  Norvège
- Tragedy Girls de Tyler MacIntyre  Canada

### Hors compétition
- A Single Rider de Lee Zoo-young  Corée du Sud
- Annabelle 2 : La Création du mal (Annabelle: Creation) de David F. Sandberg  États-Unis
- Gloves Off de Steve Nesbit  Royaume-Uni
- Happy Birthdead de Christopher B. Landon  États-Unis
- Cold Skin de Xavier Gens  Espagne  France
- Leatherface de Alexandre Bustillo et Julien Maury  États-Unis
- Muse de Jaume Balagueró  Espagne
- Seven Sisters (What Happened to Monday) de Tommy Wirkola  Belgique  France  États-Unis  Royaume-Uni

## Palmarès

### Compétition internationale
- Meilleur film : La Lune de Jupiter de Kornél Mundruczó.
- Prix spécial du jury : Thelma de Joachim Trier.
- Prix du meilleur réalisateur : Coralie Fargeat pour Revenge.
- Prix de la meilleure actrice : Marsha Timothy pour Marlina, la tueuse en quatre actes.
- Prix du meilleur acteur : Rafe Spall pour Le Rituel.
- Prix du meilleur scénario : Joachim Trier et Eskil Vogt pour Thelma.
- Prix de la meilleure photographie : Andrew Droz Palermo pour A Ghost Story.
- Prix des meilleurs effets spéciaux : VFX Team pour La Lune de Jupiter.
- Prix du public : Matar a Dios de Pintó & Caye.
- Prix de la critique : (ex æquo) Les Bonnes Manières et Mise à mort du cerf sacré.